# Запис Гојковића храст (Маглич)
Запис Гојковића храст (Маглич) се налази на парцели чији је власник Гојковић Ранко.

## Локација
| Општина             | Краљево                                                          |
| Катастарска општина | Маглич                                                           |
| Потес               | Окућница                                                         |
| Координате          | 43° 36′ 46″ С; 20° 32′ 22″ И / 43.6128° С; 20.539400000000001° И |
| Надморска висина    | 0m                                                               |

## Карактеристике
Дендрометријске вредности утврђене на терену и сателитским снимцима:
| Стабло                     | Храст |
| Висина стабла              | m     |
| Обим дебла                 | m     |
| Пречник крошње             | 25m   |
| Пречник дебла              | m     |
| Висина дебла до прве гране | m     |

## База записа
Запис је у оквиру Викимедија пројекта "Запис - Свето дрво" заведен под редним бројем 0582.